# The Return of the Spice Girls
The Return of the Spice Girls è il tour mondiale che le Spice Girls hanno intrapreso per celebrare la loro riunione. Il tour, che è stato un modo per salutare gli ancora numerosi fan della band, è partito il 2 dicembre 2007.

## Informazioni generali
Dal giugno del 2007 è stato aperto un sito ufficiale, al quale era necessario iscriversi per avere la possibilità di partecipare alle tappe. A partire dal 30 settembre sono stati estratti i fortunati che hanno avuto modo di partecipare alle tappe e sono stati messi in vendita, in alcuni siti, i biglietti per i concerti, che sono stati svenduti molto facilmente. I biglietti per le due tappe di dicembre di Londra, infatti, sono stati venduti dopo appena 38 secondi dalla messa in vendita online secondo la BBC News.
Dalle 11 tappe originarie annunciate il giorno della conferenza stampa, il 27 luglio 2007 le tappe sono diventate 39 con l'aggiunta di Vancouver, San Jose e Shanghai, e di numerose date nella città di Londra.
Inoltre, negli ultimi giorni, sono state aggiunte le tappe a New York, esattamente 5 date, rispettivamente a Long Island e Newark, East Rutherford nel confinante stato del New Jersey.
Il tour ha visto protagoniste tutti e cinque i membri del gruppo, inclusa dunque Geri Halliwell, che aveva abbandonato la band nel 1998.
Il tour è stato curato da Jamie King, che ha partecipato alla creazione di numerosi tour, tra i quali quelli di Madonna e Christina Aguilera.
Per motivi familiari il gruppo ha cancellato le date in Africa, Sud America, Asia e Australia. Il tour si è concluso il 26 febbraio a Toronto in Canada.

## Formazione

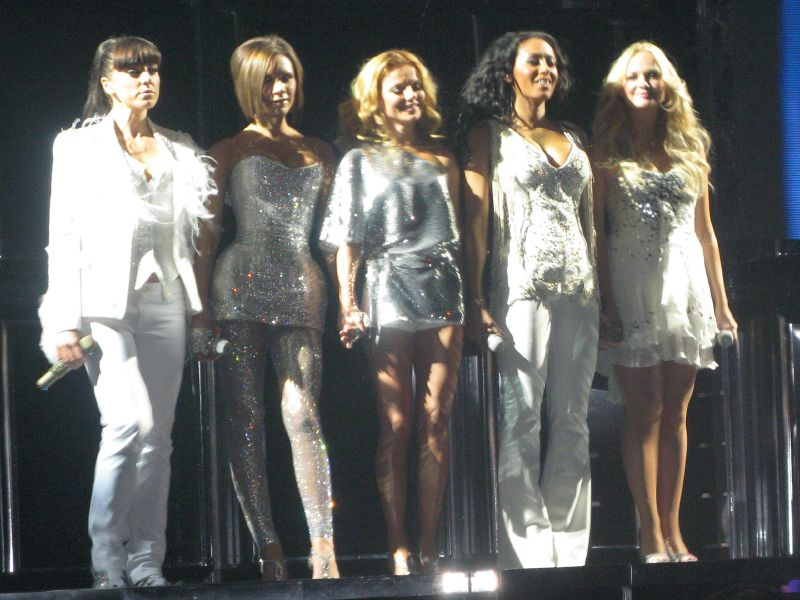
The Spice Girls

### Voci
- Melanie C
- Melanie B
- Victoria Adams
- Emma Bunton
- Geri Halliwell

### Personale
- Jamie King - direttore creativo
- Roberto Cavalli - costumi
- Leo Moctezuma- Ballerino
- Jerome Nigel - Ballerino

## Setlist
1. Introduzione
Act 1 - The Power of Five
2. Spice Up Your Life
3. Stop
4. Say You'll Be There
5. Headlines (Friendship Never Ends)
Act 2 - Seduce Me
6. Lady Is A Vamp
7. Too Much
8. 2 Become 1
Act 3 - Bitter Sweet
9. Who Do You Think You Are
10. Are You Gonna Go My Way (Melanie Brown solo)
11. Maybe (Emma Bunton solo)
12. Viva Forever
13. Holler
14. It's Raining Men (Geri Halliwell solo)
15. I Turn to You (Melanie Chisholm solo)
Act 4 - Celebration
16. Let Love Lead the Way
17. Mama
18. Song Medley: Celebration, That's The Way I Like It, Shake Your Body (Down to the Ground), We Are Family
19. Goodbye
Encore
20. If U Can't Dance
21. Wannabe
22. Spice Up Your Life (Reprise)

## Date concerti e incassi
| Data             | Città           | Stato        | Luogo                      | Biglietti disponibili / Biglietti venduti | Incasso                              |
| Nord America     | Nord America    | Nord America | Nord America               | Nord America                              | Nord America                         |
| ---------------- | --------------- | ------------ | -------------------------- | ----------------------------------------- | ------------------------------------ |
| 2 dicembre 2007  | Vancouver       | Canada       | General Motors Place       | 13,369 / 13,369 (100%)                    | $1,440,569                           |
| 4 dicembre 2007  | San Jose        | Stati Uniti  | HP Pavilion at San Jose    | 11,316 / 11,316 (100%)                    | $1,169,331                           |
| 5 dicembre 2007  | Los Angeles     | Stati Uniti  | Staples Center             | 24,502 / 24,502 (100%)                    | $2,673,311                           |
| 7 dicembre 2007  | Los Angeles     | Stati Uniti  | Staples Center             | 24,502 / 24,502 (100%)                    | $2,673,311                           |
| 8 dicembre 2007  | Las Vegas       | Stati Uniti  | Mandalay Bay Events Center | 18,342 / 19,700 (93%)                     | $2,183,383                           |
| 9 dicembre 2007  | Las Vegas       | Stati Uniti  | Mandalay Bay Events Center | 18,342 / 19,700 (93%)                     | $2,183,383                           |
| 11 dicembre 2007 | Las Vegas       | Stati Uniti  | Mandalay Bay Events Center | 18,342 / 19,700 (93%)                     | $2,183,383                           |
| Europa           |                 |              |                            |                                           |                                      |
| 15 dicembre 2007 | Londra          | Regno Unito  | The O2                     | 256,647 / 256,647 (100%)                  | $33,829,250                          |
| 16 dicembre 2007 | Londra          | Regno Unito  | The O2                     | 256,647 / 256,647 (100%)                  | $33,829,250                          |
| 18 dicembre 2007 | Londra          | Regno Unito  | The O2                     | 256,647 / 256,647 (100%)                  | $33,829,250                          |
| 20 dicembre 2007 | Colonia         | Germania     | Kölnarena                  | -                                         | -                                    |
| 23 dicembre 2007 | Madrid          | Spagna       | Madrid Telefónica Arena    | -                                         | -                                    |
| 2 gennaio 2008   | Londra          | Regno Unito  | The O2                     | già conteggiati nelle prime tre date      | già conteggiati nelle prime tre date |
| 3 gennaio 2008   | Londra          | Regno Unito  | The O2                     | già conteggiati nelle prime tre date      | già conteggiati nelle prime tre date |
| 4 gennaio 2008   | Londra          | Regno Unito  | The O2                     | già conteggiati nelle prime tre date      | già conteggiati nelle prime tre date |
| 6 gennaio 2008   | Londra          | Regno Unito  | The O2                     | già conteggiati nelle prime tre date      | già conteggiati nelle prime tre date |
| 8 gennaio 2008   | Londra          | Regno Unito  | The O2                     | già conteggiati nelle prime tre date      | già conteggiati nelle prime tre date |
| 9 gennaio 2008   | Londra          | Regno Unito  | The O2                     | già conteggiati nelle prime tre date      | già conteggiati nelle prime tre date |
| 11 gennaio 2008  | Londra          | Regno Unito  | The O2                     | già conteggiati nelle prime tre date      | già conteggiati nelle prime tre date |
| 12 gennaio 2008  | Londra          | Regno Unito  | The O2                     | già conteggiati nelle prime tre date      | già conteggiati nelle prime tre date |
| 13 gennaio 2008  | Londra          | Regno Unito  | The O2                     | già conteggiati nelle prime tre date      | già conteggiati nelle prime tre date |
| 15 gennaio 2008  | Londra          | Regno Unito  | The O2                     | già conteggiati nelle prime tre date      | già conteggiati nelle prime tre date |
| 16 gennaio 2008  | Londra          | Regno Unito  | The O2                     | già conteggiati nelle prime tre date      | già conteggiati nelle prime tre date |
| 18 gennaio 2008  | Londra          | Regno Unito  | The O2                     | già conteggiati nelle prime tre date      | già conteggiati nelle prime tre date |
| 20 gennaio 2008  | Londra          | Regno Unito  | The O2                     | già conteggiati nelle prime tre date      | già conteggiati nelle prime tre date |
| 22 gennaio 2008  | Londra          | Regno Unito  | The O2                     | già conteggiati nelle prime tre date      | già conteggiati nelle prime tre date |
| 23 gennaio 2008  | Manchester      | Regno Unito  | MEN Arena                  | 41,323 / 41,323 (100%)                    | $5,388,122                           |
| 24 gennaio 2008  | Manchester      | Regno Unito  | MEN Arena                  | 41,323 / 41,323 (100%)                    | $5,388,122                           |
| 26 gennaio 2008  | Manchester      | Regno Unito  | MEN Arena                  | 41,323 / 41,323 (100%)                    | $5,388,122                           |
| Nord America     |                 |              |                            |                                           |                                      |
| 30 gennaio 2008  | Boston          | Stati Uniti  | TD Banknorth Garden        | 11,774 / 11,774 (100%)                    | $1,304,787                           |
| 31 gennaio 2008  | Montréal        | Canada       | Centre Bell                | 20,032 / 23,971 (84%)                     | $2,114,189                           |
| 3 febbraio 2008  | Toronto         | Canada       | Air Canada Centre          | 58,368 / 58,368 (100%)                    | $6,396,302                           |
| 4 febbraio 2008  | Toronto         | Canada       | Air Canada Centre          | 58,368 / 58,368 (100%)                    | $6,396,302                           |
| 6 febbraio 2008  | Uniondale       | Stati Uniti  | Nassau Coliseum            | 22,622 / 24,207 (93%)                     | $2,427,714                           |
| 7 febbraio 2008  | Uniondale       | Stati Uniti  | Nassau Coliseum            | 22,622 / 24,207 (93%)                     | $2,427,714                           |
| 10 febbraio 2008 | Newark          | Stati Uniti  | Prudential Center          | 23,430 / 25,143 (93%)                     | $2,565,726                           |
| 11 febbraio 2008 | Newark          | Stati Uniti  | Prudential Center          | 23,430 / 25,143 (93%)                     | $2,565,726                           |
| 13 febbraio 2008 | East Rutherford | Stati Uniti  | Izod Center                | 13,894 / 13,894 (100%)                    | $1,457,542                           |
| 15 febbraio 2008 | Chicago         | Stati Uniti  | United Center              | 13,205 / 13,205 (100%)                    | $1,396,051                           |
| 16 febbraio 2008 | Detroit         | Stati Uniti  | Palace of Auburn Hills     | 9,859 / 11,100 (89%)                      | $1,043,194                           |
| 18 febbraio 2008 | New York        | Stati Uniti  | Madison Square Garden      | 12,558 / 12,558 (100%)                    | $1,491,141                           |
| 19 febbraio 2008 | Philadelphia    | Stati Uniti  | Wachovia Center            | 10,652 / 13,938 (76%)                     | $1,166,854                           |
| 21 febbraio 2008 | Washington      | Stati Uniti  | Verizon Center             | 12,435 / 12,435 (100%)                    | $1,355,892                           |
| 22 febbraio 2008 | Hartford        | Stati Uniti  | XL Center                  | 5,727 / 7,659 (74%)                       | $2,673,311                           |
| 24 febbraio 2008 | Montréal        | Canada       | Bell Centre                | già conteggiati con la prima data         | già conteggiati con la prima data    |
| 25 febbraio 2008 | Toronto         | Canada       | Air Canada Centre          | già conteggiati nelle prime due date      | già conteggiati nelle prime due date |
| 26 febbraio 2008 | Toronto         | Canada       | Air Canada Centre          | già conteggiati nelle prime due date      | già conteggiati nelle prime due date |
| TOTALE           | TOTALE          | TOTALE       | TOTALE                     | 580,055 / 595,109 (97%)                   | $70,004,738                          |

### Date Originali
| Data             | Città          | Paese       |
| ---------------- | -------------- | ----------- |
| Nord America     |                |             |
| 7 dicembre 2007  | Los Angeles    | Stati Uniti |
| 8 dicembre 2007  | Las Vegas      | Stati Uniti |
| 11 dicembre 2007 | New York       | Stati Uniti |
| Europa           |                |             |
| 15 dicembre 2007 | Londra         | Regno Unito |
| 20 dicembre 2007 | Colonia        | Germania    |
| 23 dicembre 2007 | Madrid         | Spagna      |
| Asia             |                |             |
| 10 gennaio 2008  | Pechino        | Cina        |
| 12 gennaio 2008  | Hong Kong      | Cina        |
| Australia        |                |             |
| 17 gennaio 2008  | Sydney         | Australia   |
| Africa           |                |             |
| 20 gennaio 2008  | Città del Capo | Sudafrica   |
| Sud America      |                |             |
| 24 gennaio 2008  | Buenos Aires   | Argentina   |

## Galleria d'immagini

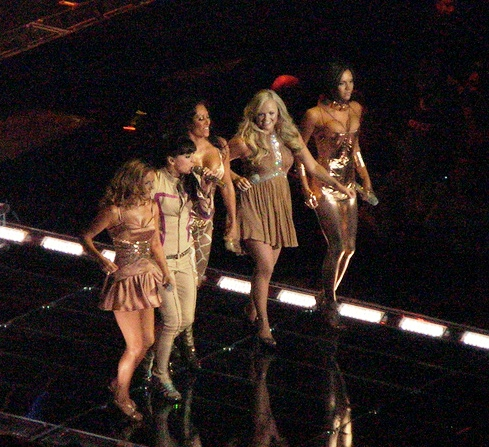
Le Spice Girls durante il concerto a Las Vegas
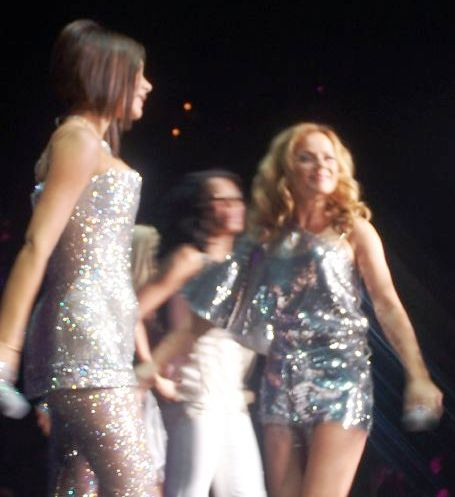
Geri Halliwell e Victoria Beckham
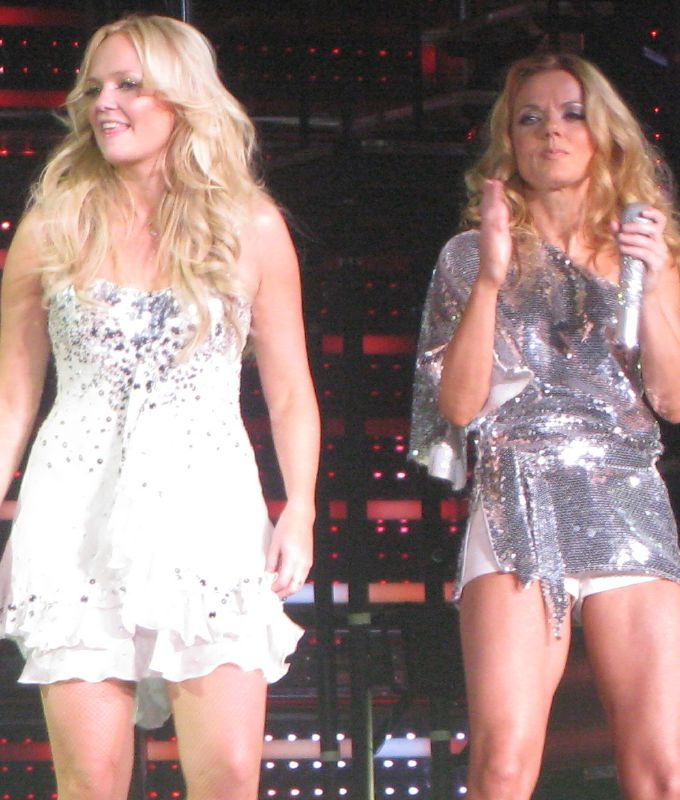
Emma Bunton e Geri Halliwell
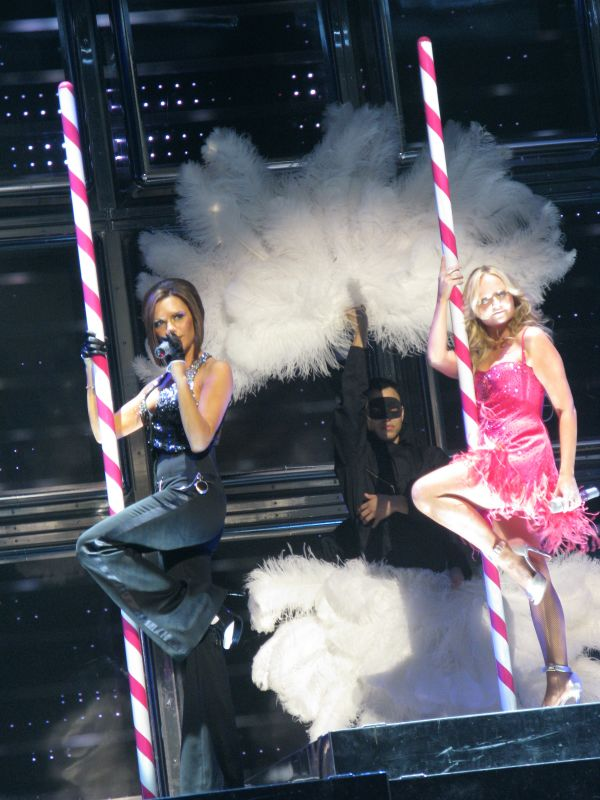
Victoria Beckham e Emma Bunton
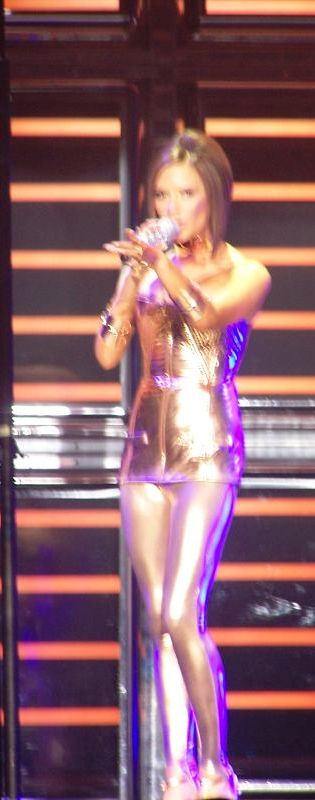
Victoria Beckham
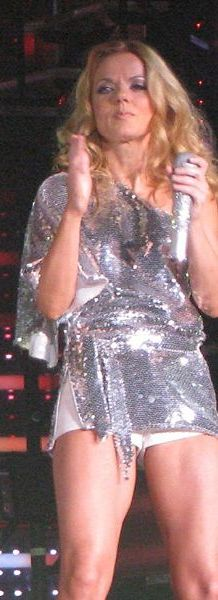
Geri Halliwell
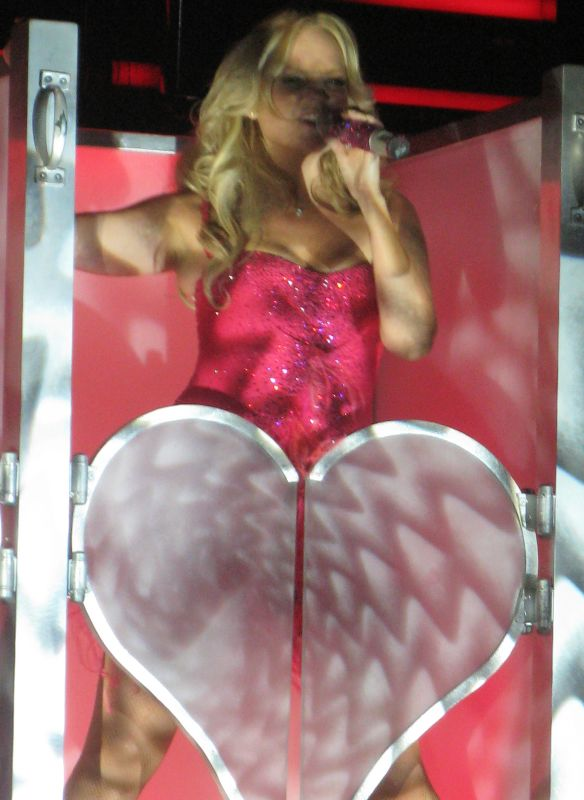
Emma Bunton
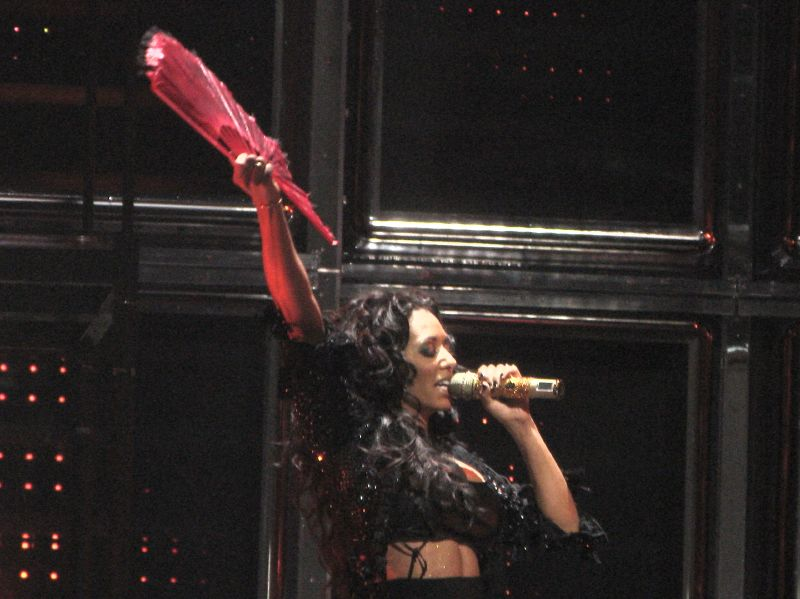
Melanie B